# Castillo del Valentino

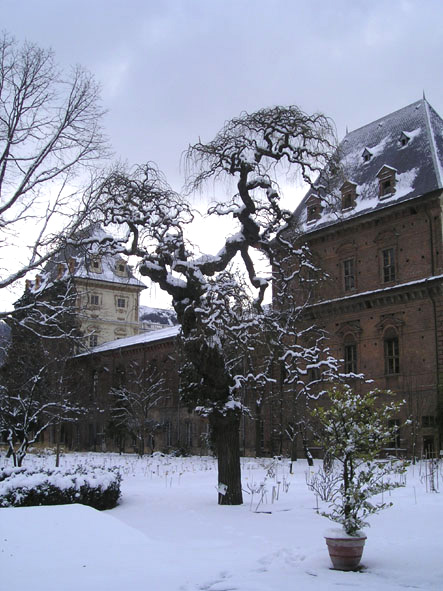
Orto Botanico dell'Università di Torino, en invierno.

El Castillo del Valentino (en italiano, Castello del Valentino) es una de las Residencias de la casa real de Saboya declaradas Patrimonio de la Humanidad por la Unesco en el año 1997. Tiene el código 823-012 y se encuentra en Viale Mattioli, 39 de Turín (Piamonte, Italia). Se encuentra en el parque de Valentino sobre las riberas del río Po, y es la sede de la Facultad de Arquitectura del Politécnico de Turín.

## Historia
El antiguo castillo fue comprado por el duque Manuel Filiberto de Saboya por consejo de Andrea Palladio. El nombre Valentino, mencionado por vez primera en 1275, parece derivar de un santo llamado Valentino cuyas reliquias se veneraban en una iglesia dedicada a San Vito que por entonces existía en las cercanías.
Algunos estudiosos afirman que en un tiempo solían celebrarse en el parque fluvial turinés, el 14 de febrero (actualmente fiesta de los enamorados) una fiesta galante en el que cada dama llamaba Valentino a su propio caballero.
La estructura actual se debe a María Cristina de Francia, esposa de Víctor Amadeo I, que vivió aquí desde 1630. Tiene forma de herradura, con cuatro torres redondas en cada ángulo, y un amplio patio interior con pavimento de mármol. Los techos de las falsas plantas superiores están claramente en estilo (francés) transalpino. La fachada luce un gran blasón de la Casa de Saboya. Las obras duraron casi 30 años, desde 1633 hasta el año 1660 con proyecto de Carlo y Amedeo di Castellamonte: la duquesa María Cristina habitó allí hasta 1630 admirando a los frescos de Isidoro Bianchi de Campione d'Italia y sus estucos de sus hijos Pompeo y Francesco. Y a ellos se debe el escénico arco de entrada sobre la fachada con el blasón saboyano.
Se hicieron pequeñas modificaciones a principios del siglo XIX, cuando gran parte del mobiliario del siglo XVII fue saqueado por las tropas francesas. Más tarde el palacio quedó en un estado generalizado de abandono hasta que en 1860 fue elegido como sede de la facultad de ingeniería de Turín. Ha sido restaurado recientemente. Hoy es el edificio central de la facultad de Arquitectura del Politecnico di Torino.
El 12 de mayo de 2007 ha reabierto la espléndida sala del Zodiaco, con su fresco central que representa mitológicamente al río Po con las facciones de Poseidón.

## Puntos de interés
- Orto Botanico dell'Università di Torino, un jardín botánico en los jardines del castillo.